# 基里尔·马祖罗夫
基里尔·特罗菲莫维奇·马祖罗夫（羅馬化：Kirill Trofimovich Mazurov；1914年3月23日（格里历：4月5日）—1989年12月19日），白俄罗斯人，苏联党和国家领导人。曾任白俄罗斯苏维埃社会主义共和国部长会议主席，白俄罗斯共产党中央第一书记，苏联部长会议第一副主席等职。

## 生平
- 1914年3月23日（格里历：4月5日）出生于沙俄莫吉廖夫省戈梅利县鲁德尼亚—普里贝特科夫斯卡娅村的农民家庭。
- 1933年，戈梅利公路技术学校毕业。1933年-1936年，博布鲁伊斯克州帕里齐区执行委员会公路技师、波列西耶州科马林区执行委员会公路处处长。
- 1936年-1938年12月，苏联红军服役。
- 1938年12月-1939年，白俄罗斯铁路局政治部讲师。
- 1939年-1940年3月，共青团戈梅利州委军体部负责人。1940年，加入联共（布）。
- 1940年3月-9月，共青团戈梅利市委第一书记。
- 1940年9月-1941年，共青团布列斯特州委第一书记。
- 1941年，高级步兵学校学习。毕业后留校任系政委。
- 1941年12月-1943年，苏联游击运动（英语：Soviet partisans）中央总司令部（英语：Central Headquarters of the Partisan Movement）驻白俄罗斯代表，上校军衔。白俄罗斯共青团地下中央书记。
- 1943年-1946年6月，白俄罗斯共青团中央第二书记。
- 1946年6月-1947年10月，白俄罗斯共青团中央第一书记。1947年毕业于联共（布）中央高级党校。
- 1947年10月-1948年，白共（布）中央监察委员会副主任。
- 1949年1月-1950年，白共（布）明斯克市委第二书记、第一书记。
- 1950年6月-1953年8月，白共（布）明斯克州委第一书记。
- 1953年7月-1956年7月，白俄罗斯苏维埃社会主义共和国部长会议主席。
- 1956年7月-1965年3月，白共中央第一书记。
- 1965年3月-1978年11月，苏联部长会议第一副主席。期间1968年指挥苏联军队入侵捷克斯洛伐克。
- 1978年11月起退休。
- 1986年-1989年12月，全苏战争与劳动退伍军人委员会主席。
- 1989年12月19日于莫斯科逝世，享年75岁，葬于新圣女公墓。

马祖罗夫是苏共19-25大代表，第19-25届中央委员。第20-22届中央主席团候补成员，第22届中央主席团成员，第23-25届中央政治局委员。第3-9届苏联最高苏维埃联盟院代表，第7-9届俄罗斯苏维埃联邦社会主义共和国最高苏维埃代表。

## 荣誉
- 社会主义劳动英雄称号（1974）
- 五次列宁勋章（1948,1958,1964,1971,1974）
- 红旗勋章（1943）
- 两次一级卫国战争勋章（1944,1985）
- 各民族人民友谊勋章（1989）
- 劳动英勇奖章（1959）
- 纪念列宁诞辰一百周年奖章
- 一级卫国战争游击队员奖章（1943）
- 二级卫国战争游击队员奖章（1946）
- 1941-1945年伟大卫国战争战胜德国奖章
- 1941-1945年伟大卫国战争胜利二十周年奖章
- 1941-1945年伟大卫国战争胜利三十周年奖章
- 1941-1945年伟大卫国战争胜利四十周年奖章
- 1941-1945年伟大卫国战争中忘我劳动奖章
- 退休劳动者奖章
- 苏联武装力量五十周年奖章
- 苏联武装力量六十周年奖章
- 苏联武装力量七十周年奖章
- 苏联警察五十周年奖章